# Tetracykliny

4 pierścienie podstawowej struktury tetracyklin.

Tetracykliny, antybiotyki tetracyklinowe − grupa antybiotyków bakteriostatycznych o szerokim spektrum działania, pierwotnie otrzymywana ze szczepów promieniowca Streptomyces aureofaciens. Ich mechanizm działania polega na hamowaniu biosyntezy białka (zapobiegają wiązaniu się aminoacylo-tRNA z miejscem A rybosomu, blokując tym samym podjednostki 30S rybosomów bakteryjnych) i zaburzaniu procesów energetycznych w komórkach bakteryjnych.
Są podawane drogą doustną, niektóre dożylnie; dobrze penetrują do narządów i tkanek (tkanka płucna, płyn otrzewnowy), ich stężenie w ośrodkowym układzie nerwowym wynosi 10-25% stężenia we krwi, co ma istotne znaczenie w leczeniu zakażeń Borrelia burgdorferi (borelioza).

## Podział tetracyklin

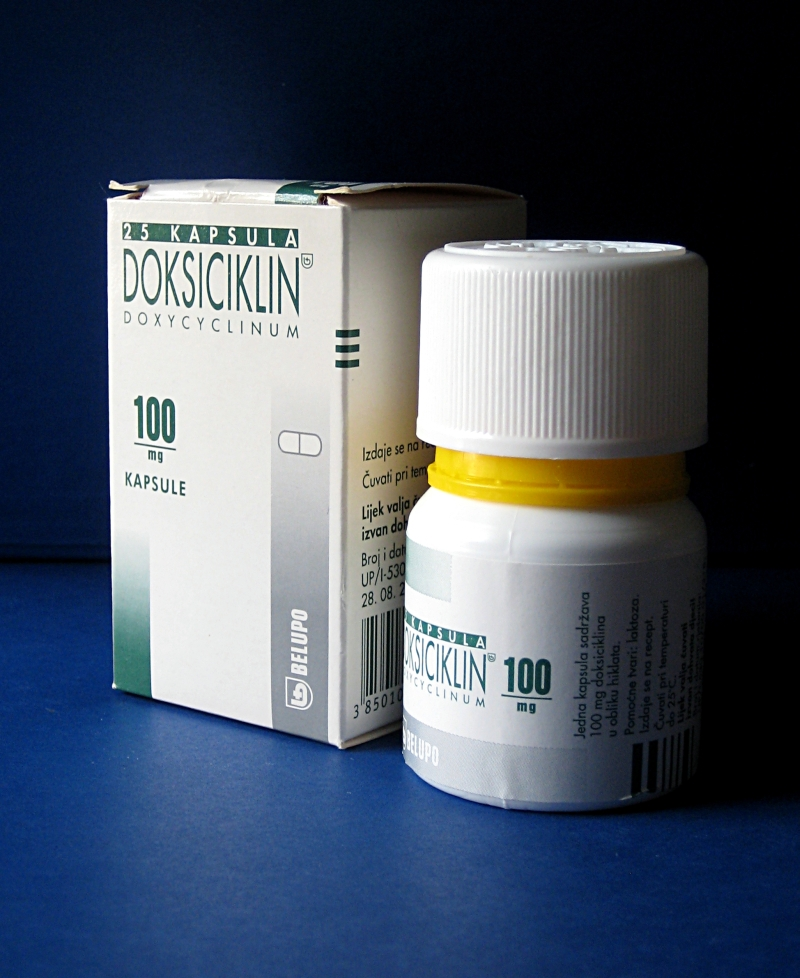
Preparat zawierający doksycyklinę

Budowa chemiczna tygecykliny

Tetracykliny dzieli się na:
- naturalne
  - chlorotetracyklina (chlorotetracyclinum)
  - tetracyklina (tetracyclinum)
  - oksytetracyklina (oxytetracyclinum)

Tetracykliny dzielą się na związki o krótkim, wydłużonym i umiarkowanym okresie biologicznego półtrwania. Wszystkie wymienione powyżej antybiotyki mają podobny zakres działania, farmakokinetykę oraz podobną farmakodynamikę. Nie ma różnic w działaniu leczniczym, przeciwwskazaniach i działaniach niepożądanych.
W około 45–50% wchłaniają się z przewodu pokarmowego. Tetracyklina znacznie lepiej od chlorotetracykliny i oksytetracykliny. Po 3–4 godzinach podana dawka osiąga maksymalne stężenie we krwi. Łatwo przenikają do tkanek, przenikają także przez barierę łożyskową do płodu. W 30–35% wiążą się z białkami krwi, a okres półtrwania  wynosi około 8 godzin. Rozkładają się w organizmie, wydalane są głównie przez nerki oraz częściowo z żółcią. Postać niezmieniona w moczu wynosi około 20%.
- półsyntetyczne
  - doksycyklina
  - minocyklina
  - rolitetracyklina
  - metacyklina

### Glicylocykliny
Tygecyklina (analog tetracykliny) należąca do grupy glicylocyklin jest półsyntetyczną minocykliną, wiele szczepów, które uzyskały oporność na tetracykliny jest na nią podatnych, ponieważ powszechne determinanty oporności nie wykazują działania przeciwko tygecyklinie. Ma bardzo szerokie spektrum działania, dostępna jest tylko postać do podawania dożylnego. 

## Spektrum działania
Tetracykliny charakteryzują się szerokim spektrum obejmującym bakterie Gram-dodatnie i Gram-ujemne, chlamydie (np. Chlamydophila pneumoniae), mykoplazmy, riketsje i krętki.

### Zastosowanie
Tetracykliny stosuje się między innymi w: leczeniu trądziku młodzieńczego, nieswoistego zapalenia cewki moczowej, boreliozy, dżumy, brucelozy, nieswoistych zakażeń dróg oddechowych, zapaleń w obrębie miednicy mniejszej, malarii i choroby wrzodowej.
Tygecyklinę stosuje się w zakażeniach powierzchownych i głebokich warstw skóry, zakażeniach w obrębie jamy brzusznej oraz pozaszpitalnych zapaleniach płuc.
Demeklocyklina hamuje działanie wazopresyny w kanalikach nerkowych przez co znalazła zastosowanie w leczeniu zespołu Schwartza-Barttera.

## Działanie niepożądane i przeciwwskazania
Rzadko wywołują nadwrażliwość do wstrząsu włącznie. Objawy dotyczą najczęściej skóry, obrzęki, stany zapalne, wysypki skórne, również zapalenie spojówek, podwyższenie temperatury. Stosowanie tetracyklin uwrażliwia skórę na promienie UV wywołujące fotodermatozy. W czasie kuracji tetracyklinami nie należy przebywać na słońcu albowiem może występować pigmentacja skóry, odpadają paznokcie szczególnie przy równoczesnym stosowaniu leków psychotropowych. Możliwe działania niepożądane obejmują:
- hepatotoksyczność – objawem jest żółtaczka i wzrost stężenia enzymów wątrobowych. Przyczyną jest stłuszczenie wątroby. Po zakończeniu leczenia objawy często cofają się. Objawy występują częściej przy stosowaniu starszych generacji tetracyklin, a także u osób, u których uszkodzona jest funkcja nerek oraz u kobiet ciężarnych[2][3].
- nefrotoksyczność – mogą powodować uszkodzenia nerek (w mniejszym stopniu niż aminoglikozydy). Dotyczy to też trzustki, mogą wywołać ostry stan zapalny.
- zaburzenia żołądkowo–jelitowe – w przewodzie pokarmowym powodują obniżenie flory saprofitycznej doprowadzając do awitaminozy B12, nadważenie bakteriami patogennymi (mogą wywołać dury oraz zakażenia grzybicze). Mogą powodować stany zapalne błon śluzowych przewodu pokarmowego, co objawia się pieczeniem przy spożywaniu pokarmów kwaśnych[3].

Nie należy stosować tetracyklin z produktami nabiałowymi, gdyż leki te chętnie łączą się z jonami wapnia, glinu, żelaza (chelatowanie) i tracą swoją aktywność biologiczną. Kompleksy te są również niewchłanialne z przewodu pokarmowego.
- działanie na szpik – mogą wpływać na szpik kostny powodując niedokrwistość aplastyczną i eozynofilię. Również wpływają na proces krzepnięcia, albowiem łącząc się z jonami wapnia zubożają ustrój w czynnik IV krzepnięcia krwi.
- OUN: u niemowląt mogą powodować wzrost ciśnienia śródczaszkowego, co uwidacznia się w postaci uwypuklenia ciemiączka oraz wymioty mózgowe, drżenie mięśniowe, drgawki, uszkodzenie tarczy nerwu wzrokowego (jest to zespół rzekomego guza mózgu). Mogą również powodować brązowe zabarwienie spojówek. Tetracykliny powodują upośledzenie zapamiętywania.
- płytka motoryczna – mogą powodować w niewielkim stopniu hamowanie jej funkcji. Szczególnie widoczne jest to u chorych na miastenię i u nich nasilają się objawy chorobowe. Objawy te znoszone są poprzez podanie wapnia.
- działanie na kości, zęby – kompleks Ca2+–tetracyklina odkłada się w kościach (szczególnie w kościach długich) i powoduje powstawanie locus minoris resistentie (punkty zmniejszonego oporu → dają patologiczne złamania), a także upośledza wzrost kości. Kompleks ten odkłada się także w zębach powodując brunatnoszare zabarwienie oraz ułatwiają proces próchniczy. Istotnym przeciwwskazaniem jest przyjmowanie tetracyklin w trakcie ciąży, lub też u dzieci poniżej 12 roku życia. Składnik czynny powoduje także brunatne przebarwienia zębów właśnie u dzieci. (Przebarwienia powstają na skutek powstania kompleksu tetracyklino-wapniowo-fosforanowego).

Tetracykliny bardzo dobrze przenikają przez łożysko do płodu wywołując zmiany kostne i w zawiązkach zębów.
- wykazują działanie teratogenne i mitogenne. Leki te są bezwzględnie przeciwwskazane w trakcie ciąży[2].
- zespół Fanconiego – występuje u dzieci, u których podano doustnie starsze, wycofane już tetracykliny[12]. Pod wpływem światła, powietrza i wilgoci leki rozkładają się z powstawaniem związków szkodliwych, które uszkadzają przede wszystkim nerki. Zespół ten może wystąpić po miesiącu od zaprzestania kuracji.

## Interakcje
Leki z tej grupy reagują z jonami wapnia tworząc nierozpuszczalne i nieaktywne kompleksy. Z uwagi na to nie należy ich przyjmować razem z preparatami zawierającymi wapń (np. środkami zobojętniającymi kwas żołądkowy) oraz pożywieniem bogatym w ten składnik, np. z mlekiem, przetworami mlecznymi, orzechami, rybami. Ich skuteczność jest także osłabiana poprzez spożywanie pokarmów zawierających dużo jonów wapnia, magnezu, żelaza i glinu. Należy pamiętać, że w takim wypadku podanie leku powinno nastąpić przynajmniej 1 godzinę przed posiłkiem, lub 2 godziny po.
Najczęściej podawane dawki to 0,25–0,5 g co 6 godzin. W przypadku tych antybiotyków stosuje się tzw. dawkę uderzeniową, czyli pierwsze podanie zazwyczaj w dwukrotnej wartości dawki cyklicznej.
Tetracykliny działają antagonistycznie z cefalosporynami i penicylinami.
Uwagę należy zwrócić również na okres ważności preparatów zawierających teteracykliny, gdyż po upływie tej daty można poważnie uszkodzić nerki.

## Oporność na tetracykliny
Oporność bakterii na tetracykliny polega na:
- wydalaniu ich z komórki zaraz po wniknięciu (efflux)
- modyfikacji rybosomów
- enzymatycznej inaktywacji tetracyklin